# Língua godoberi
Godoberi (ou  Ghodoberi) é uma língua Ândica das  Caucasiana Nordeste faladapor cerca de 3 mil do povo Godoberi do sudoeste do Daguestão, Rússia. 
São dois os principais dialetos que se diferenciam principalmente pela pronúncia: Godoberi e Zibirhali. As línguas mais relacionadas ao Godoberi são Chamalal e Botlikh.
A língua foi adquirindo palavras vindas da língua avar, do turco, do árabe e mais recentemente (séc. XX) do russo. Sua escrita é com o alfabeto cirílico adaptado e ampliado com novas letras e alguns dígrafos num total de 56 caracteres. A língua é raramente escrita pelos Godaberi, que preferem se expressar por escrito com a língua avar.